# IC 3520
IC 3520 est une galaxie spirale située dans la constellation de la Chevelure de Bérénice. Sa vitesse par rapport au fond diffus cosmologique est de 1 127 ± 23 km/s, ce qui correspond à une distance de Hubble de 16,6 ± 1,2 Mpc (∼54,1 millions d'al). Cette galaxie a été découverte par l'astronome américain Royal Harwood Frost en 1904.
IC 3520 présente une large raie HI. Elle renferme également des régions d'hydrogène ionisé.

## Distance de IC 3520
La distance de IC 3520 est très incertaine. Sa faible vitesse radiale de 800 km/s rend la distance de Hubble non fiable et il n'y a qu'une seule mesure indépendante du décalage vers le rouge qui donne une valeur d'environ 49,500 Mpc (∼161 millions d'al). Si cette distance est vraiment celle d'IC 3520, alors elle n'appartient ni au groupe de M87 ni à l'amas de la Vierge.
Notons que c'est avec cette distance que la base de données NASA/IPAC calcule le diamètre de cette galaxie, valeur qui elle aussi est très incertaine. Si on utilise la distance de Hubble, le diamètre devient égal à 15 années-lumière.

## Groupe de M87, de M60 et l'amas de la Chevelure de Bérénice
Selon A.M. Garcia, IC 3520 est membre du groupe de M87 (NGC 4486). Ce groupe de galaxies comprend au moins 96 membres, dont 53 apparaissent au New General Catalogue et 17 à l'Index Catalogue.
D'autre part, la plupart des galaxies du New General Catalogue et seulement quatre de l'Index Catalogue apparaissent  dans une liste de 227 galaxies d'un article publié par Abraham Mahtessian en 1998. IC 3520 n'apparait pas dans cette liste. Cette liste comporte plus de 200 galaxies du New General Catalogue et une quinzaine de galaxies de l'Index Catalogue. On retrouve dans cette liste 11 galaxies du Catalogue de Messier, soit M49, M58, M60, M61, M84, M85, M87, M88, M91, M99 et M100.
Toutes les galaxies de la liste de Mahtessian ne constituent pas réellement un groupe de galaxies. Ce sont plutôt plusieurs groupes de galaxies qui font tous partie d'un amas galactique, l'amas de la Chevelure de Bérénice. Pour éviter la confusion avec l'amas de la Chevelure de Bérénice, on peut donner le nom de groupe de M60 à cet ensemble de galaxies, car c'est l'une des plus brillantes de la liste. L'amas de la Chevelure de Bérénice est en effet beaucoup plus vaste et compterait environ 1300 galaxies, et possiblement plus de 2000, situées au cœur du superamas de la Chevelure de Bérénice, dont fait partie le Groupe local,.
De nombreuses galaxies de la liste de Mahtessian se retrouvent dans onze groupes décrits dans l'article d'A.M. Garcia, soit le groupe de NGC 4123 (7 galaxies), le groupe de NGC 4261 (13 galaxies), le groupe de NGC 4235 (29 galaxies), le groupe de M88 (13 galaxies, M88 = NGC 4501), le groupe de NGC 4461 (9 galaxies), le groupe de M61 (32 galaxies, M61 = NGC 4303), le groupe de NGC 4442 (13 galaxies), le groupe de M87 (96 galaxies, M87 = NGC 4486), le groupe de M49 (127 galaxies, M49 = NGC 4472), le groupe de NGC 4535 (14 galaxies) et le groupe de NGC 4753 (15 galaxies). Ces onze groupes font partie de l'amas de la Chevelure de Bérénice et ils renferment 396 galaxies. Certaines galaxies de la liste de Mahtessian ne figurent cependant dans aucun des groupes de Garcia et vice versa.